# 陳實 (弘治進士)
陳實（1475年—1525年），字秀卿，號虚庵，廣東瓊州府瓊山縣人，民籍，明朝政治人物。

## 生平
弘治十一年（1498年）戊午科廣東鄉試第十六名舉人。弘治十五年（1502年）中式壬戌科會試第二百二十二名，三甲第一百八十名進士。始通朝籍，即以疾谒告归。寻遭父丧，服阕未起，劉瑾矫诏，以违限例勒令除名。正德七年五月起授南京江西道試御史。寻以母丧去。服阕，复除广西道御史，十六年出按應天、徽宁诸郡。嘉靖元年（1522年）出为常州府知府，四年卒于官，年五十一。所著有《虚菴集》。

## 家族
曾祖陳士聰；祖父陳蔭；父陳昭，母黃氏。具庆下。弟容、寅。